# Stroheim
Stroheim – miejscowość i gmina w Austrii, w kraju związkowym Górna Austria, w powiecie Eferding. Liczy ok. 1,6 tys. mieszkańców.